# Palazzo Pallavicino (Polesine Zibello)

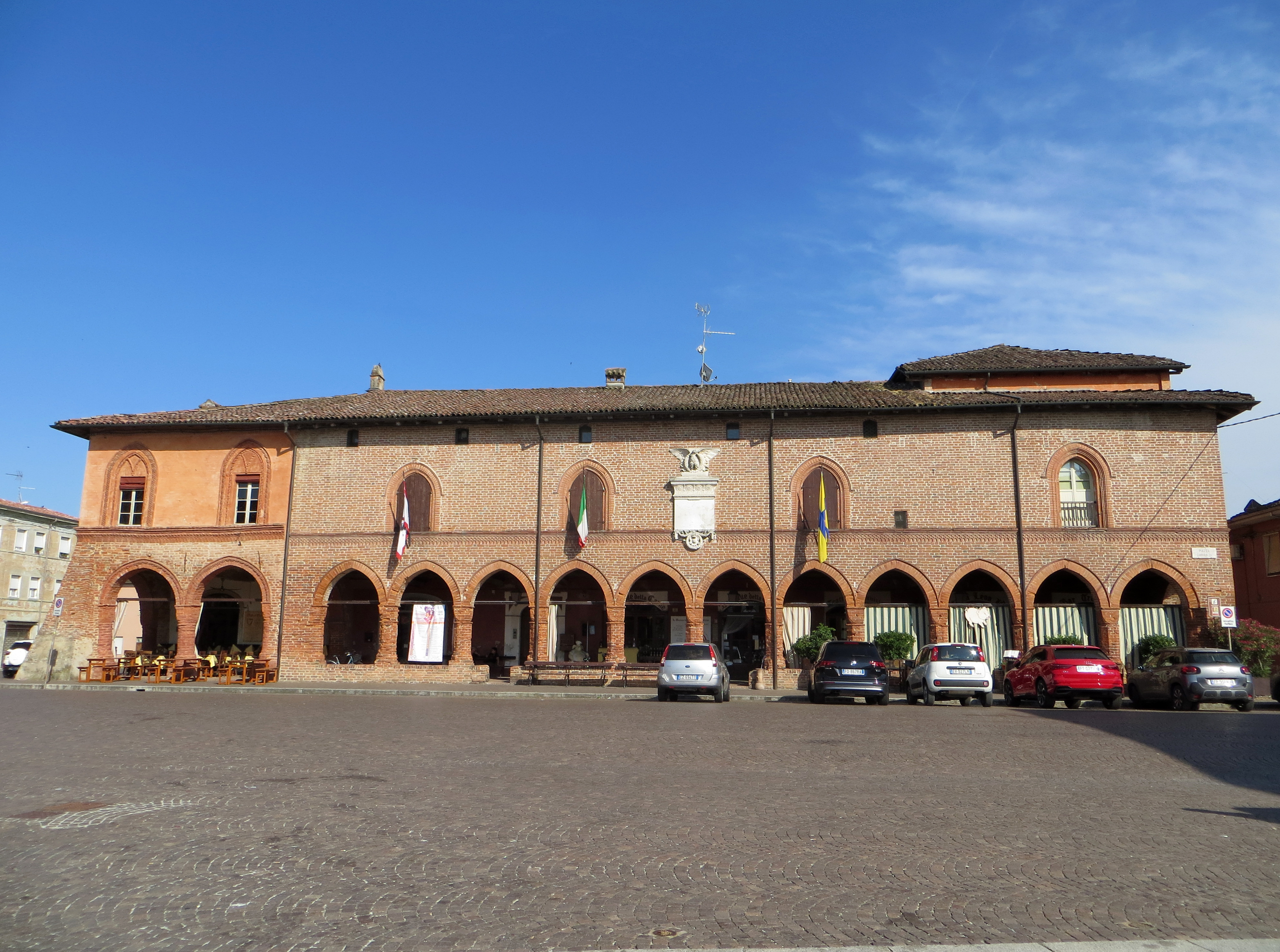
Palazzo Pallavicino in Zibello, Hauptfassade

Der Palazzo Pallavicino, auch Palazzo Vecchio genannt, ist ein gotischer Palast im Ortsteil Zibello der Gemeinde Polesine Zibello in der italienischen Region Emilia-Romagna. Er liegt auf der Südostseite der Piazza Guareschi an der Ecke zur Piazza Garibaldi. Heute sind dort verschiedene Geschäfte, ein Restaurant, ein kleines Theater und Büros verschiedener Vereine untergebracht.

## Geschichte
Der Palast wurde in zwei Bauabschnitten zu unterschiedlichen Zeiten erstellt, vom nordöstlichen Baukörper, der in der zweiten Hälfte des 15. Jahrhunderts errichtet wurde, bis zu den Zeiten von Gianfrancesco I. Pallavicino, dem ersten Herrn der Markgrafschaft Zibello. In dem Gebäude residierte damals der Bürgermeister des Kleinstaates.
Der zweite Teil des Gebäudes wurde an den ersten angebaut, wenn auch mehr im Stile der Renaissance. Er wurde etliche Jahre später, Anfang des 16. Jahrhunderts, zur Regierungszeit von Clarice Malaspina erbaut. Sie war die Witwe von Federico Pallavicino, dem zweiten Markgrafen von Zibello.
In den letzten Jahren des 18. Jahrhunderts ließ Antonio Francesco Pallavicino, der letzte Herr von Zibello, im Inneren des Palastes das kleine Teatro Pallavicino einbauen, das 1804 fertiggestellt, aber seitdem mehrmals restauriert wurde.
In den ersten Jahren des 21. Jahrhunderts wurden wissenschaftliche Restaurierungsarbeiten am ältesten Teil des Palastes eingeleitet, in deren Zuge auch die Fassade konsolidiert wurde. Bei dieser Gelegenheit wurden auch einige Räume im Erdgeschoss wiederhergestellt, die sich vorher im fortgeschrittenen Verfallszustand befunden hatten. Auch einige Spuren der alten Verzierungen wurden dabei entdeckt.
Die Räumlichkeiten, die sich zur langen Vorhalle im Erdgeschoss hin öffnen, beherbergen weiterhin einige Geschäfte, darunter ein Restaurant, wogegen die Räume im Obergeschoss seit Jahren der Sitz verschiedener Vereine sind.

## Beschreibung

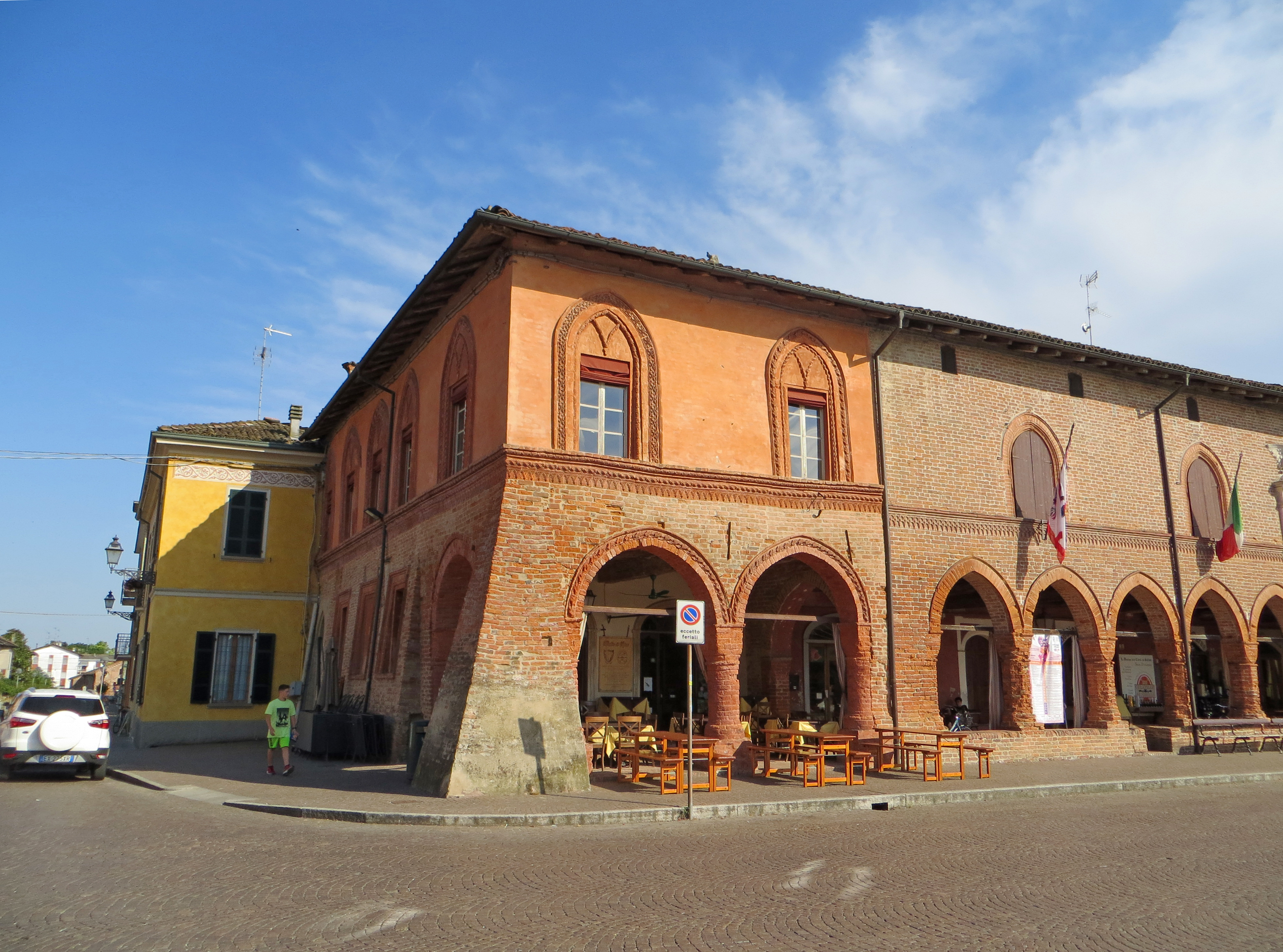
Nordflügel

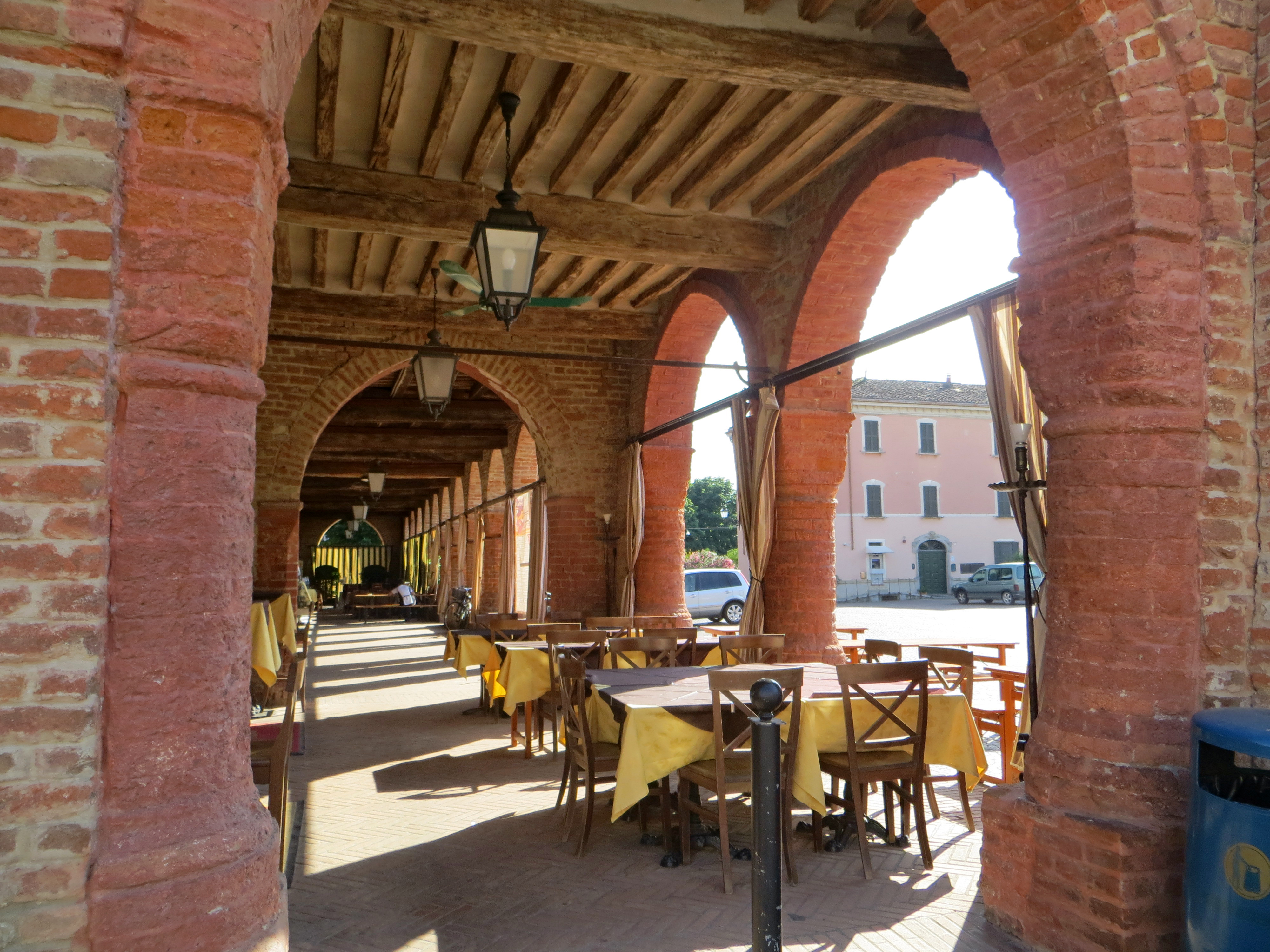
Vorhalle

Der Palast erstreckt sich über die gesamte Südostseite des Platzes und erhebt sich über einer Vorhalle mit Rundbögen. Auf der Rückseite liegt ein kleiner Innenhof.
Die lange Fassade ist entsprechend der beiden Bauabschnitte des Palastes zweigeteilt. Der kleinere und ältere Nordostflügel beherbergt die ersten beiden Joche der Vorhalle mit breiten Spitzbögen aus roten Ziegeln und ist durch die Spornkante im Erdgeschoss gekennzeichnet. Das verputzte Obergeschoss erhebt sich über einem Terrakottagesims und ist mit sehr reich gerahmten Fenstern versehen, deren Rahmen ihrerseits in fein ausgearbeiteten Spitzbögen sitzen, die mit ihren Terrakottaformellen von der Werkstatt von Rinaldo de Stavoli im typisch blumigen Stil der Gotik geschaffen wurden. Der jüngere Südwestflügel ist durch einen klassischeren Stil gekennzeichnet. Seine Fassade besteht vollständig aus rotem Ziegelmauerwerk und erhebt sich über einer Vorhalle mit sehr viel schmaleren Spitzbögen, während die Fenster im Obergeschoss, die weit voneinander entfernt sind, in einfachere Spitzbogenrahmen aus Mauerziegeln gesetzt sind. In beiden Teilen des Palastes bestehen die achteckigen Pilaster der Vorhalle ebenfalls aus roten Mauerziegeln und sind von gekerbten, würfelförmigen Kapitellen gekrönt, in die zahlreiche Graffiti zur Erinnerung an die wichtigsten Vorfälle eingeritzt sind, die das Dorf im Laufe der Jahrhunderte betrafen.

## Teatro Pallavicino

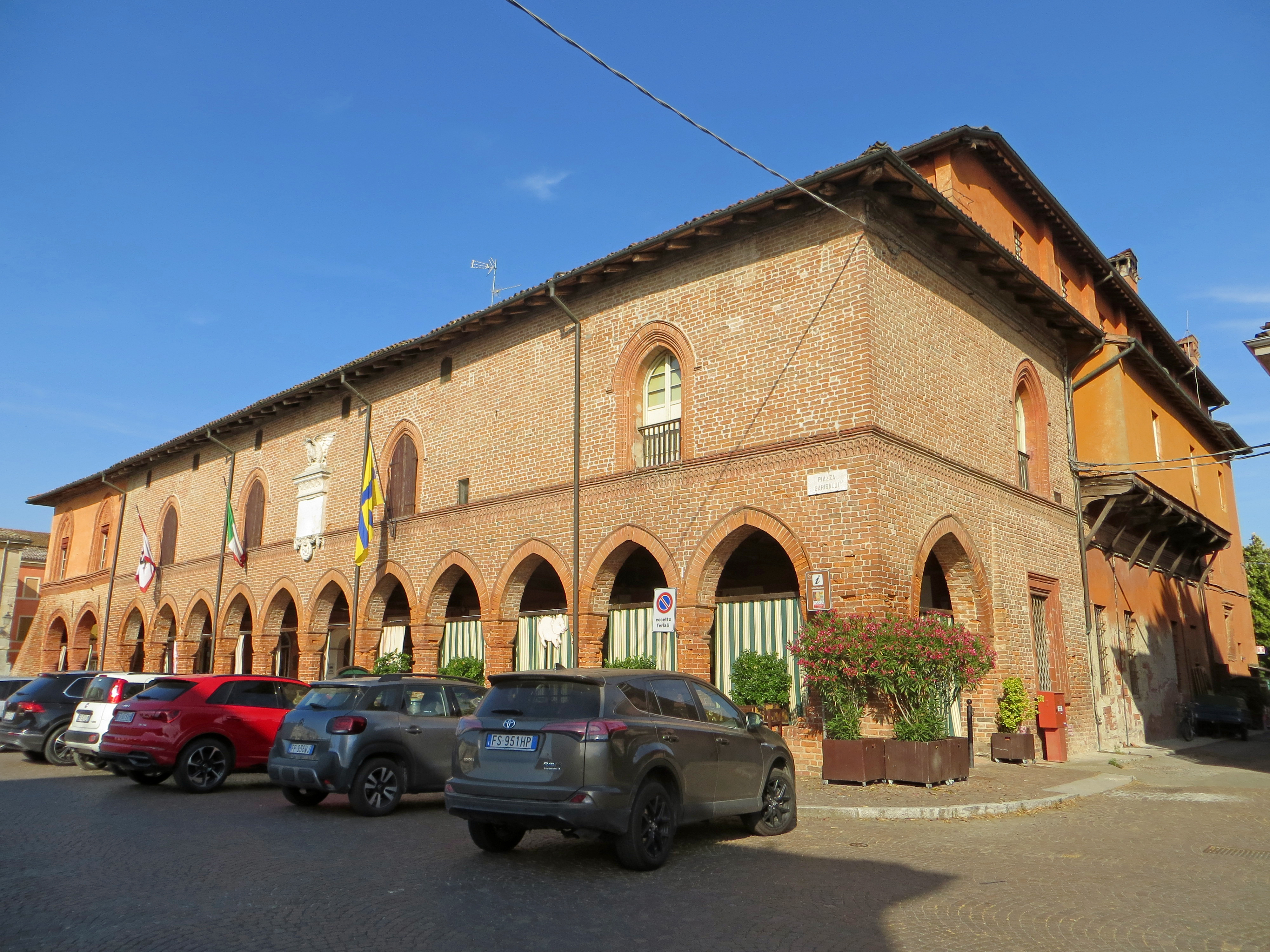
Westflügel

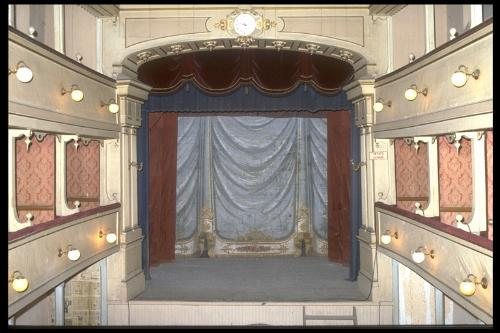
Im Teatro Pallavicino

Das kleine Theater ließ der letzte Markgraf von Zibello im Obergeschoss des Südwestteiles des Palastes einbauen. Es wurde 1804 fertiggestellt und eröffnet; es wurde ursprünglich nur mit einer Bühne und den Logen versehen, die je etwa 20 Bänke aufnehmen konnten, die der Rangordnung nach für den Markgrafen, den Klerus, die Dominikaner, die Familien der Schauspieler und schließlich das Publikum reserviert waren.
1827 wurde das kleine Theater unter der Leitung von Lorenzo Boni restauriert, wobei 12 Logen eingefügt wurden, deren mittlere für die Markgrafen Pallavicini reserviert war. Die Maler Pietro Piazza und Giovanni Azzi, die auch den heute noch existierenden Vorhang geschaffen haben, verzierten den Saal im damals modernen Stil.
1872 wurde eine zweite Logenreihe über der ersten eingefügt.
1905 kaufte die Gemeinde Zibello von der Gräfin Simonetta Pallavicino das Theater und das Atrium und leitete 1910 Restaurierungsarbeiten unter der Leitung von Lino Bocchi ein, der den hölzernen Balkon in Fortsetzung der Logen der zweiten Ebene bauen ließ, wobei viele Dekorationen aus dem 18. Jahrhundert beseitigt wurden. Auch der Eingang wurde unter der Leitung von Virginio Michiara verändert und verbreitert. Es wurde eine Elektroanlage eingebaut und die Sitze der Logen ersetzt, ohne allerdings die originale Aufteilung des Saales zu verändern. Die Arbeiten wurden 1913 abgeschlossen und der Saal am 12. Juni 1914 mit der Oper Lucia di Lammermoor eingeweiht.
1930 wurde das Theater in ein Kino umgebaut, aber es wurden dort weiterhin bis 1955 Komödien und Tragödien, ebenso wie Konzerte und lyrische Opern gespielt. 1963 wurde jedoch auch das Kino geschlossen und die Räumlichkeiten verfielen. Um den Einsturz des Saales zu verhindern, griff die Kommune 1978 ein und rettete das Gebäude; es wurden nach und nach das Dach, der Korridor, die Logen und die Bühne restauriert und die Anlagen wiederhergestellt. Die Arbeiten wurden 2003 abgeschlossen und seitdem wird das kleine Theater gelegentlich für Aufführungen und Konzerte genutzt.